# Čeng Čchin-wen
Čeng Čchin-wen (čínsky pchin-jinem Zheng Qinwen, znaky zjednodušené 郑钦文, * 8. října 2002 Š’-jen) je čínská profesionální tenistka a olympijská vítězka z dvouhry pařížské olympiády 2024. Ve finále Australian Open 2024 podlehla Aryně Sabalenkové. Ve své dosavadní kariéře na okruhu WTA Tour vyhrála pět singlových turnajů. V sérii WTA 125 vybojovala jednu trofej ve dvouhře. V rámci okruhu ITF získala osm titulů ve dvouhře.
Na žebříčku WTA byla ve dvouhře nejvýše klasifikována v červnu 2025 na 4. místě a ve čtyřhře v říjnu 2020 na 724. místě. Do září 2023 ji trénoval Belgičan Wim Fissette, v prosinci 2023 obnovila spolupráci s Perem Ribou. Připravuje se v Barceloně.
V čínském týmu Billie Jean King Cupu debutovala v roce 2022 velenjskou světovou baráží proti Slovinsku, v níž porazila Potočnikovou a podlehla Juvanové. Slovinky zvítězily 3–1 na zápasy. Do září 2025 v soutěži nastoupila ke třem mezistátním utkáním s bilancí 3–1 ve dvouhře a 0–0 ve čtyřhře.

## Tenisová kariéra

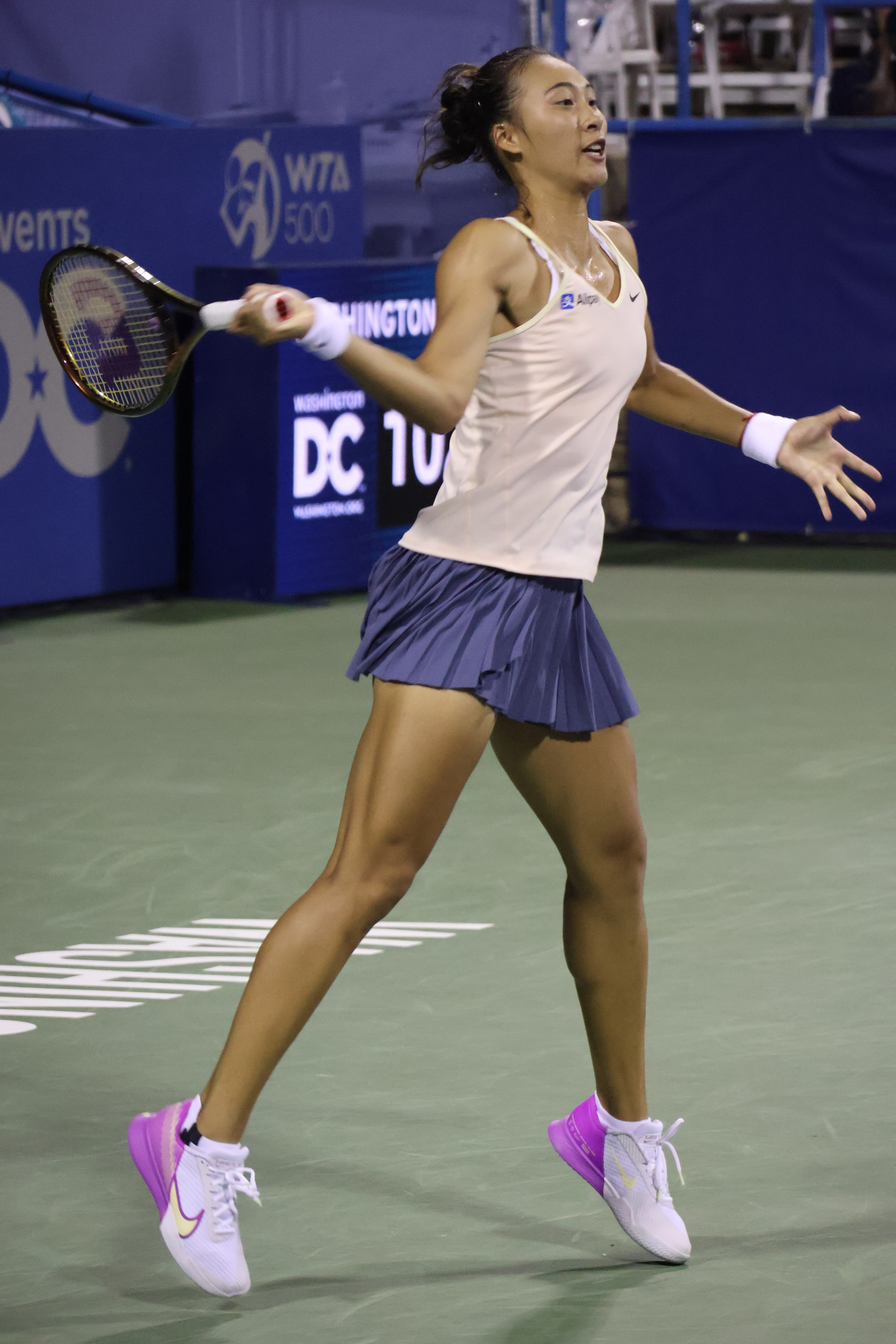
Forhend na Washington Open 2023

V juniorském tenise si zahrála finále floridského Orange Bowlu 2018 v kategorii 18letých, kde podlehla Američance Coco Gauffové. Na juniorkách French Open 2019 a US Open 2019 postoupila do semifinále.
V rámci hlavních soutěží událostí okruhu ITF debutovala v březnu 2018, když na turnaji ve východočínském Nankingu dotovaném 15 tisíci dolary obdržela divokou kartu. Ve čtvrtfinále podlehla třetí nasazené krajance Jou Siao-ti. Premiérový titul v této úrovni tenisu vybojovala během srpna 2020 v italském Cordenons, na turnaji s rozpočtem 15 tisíc dolarů. Ve finále deklasovala rakouskou kvalifikantku Miru Antonitschovou ze sedmé světové stovky. Z lednového Tennis Future Hamburg 2021, události ITF s dotací 25 tisíci dolarů, si jako 18letá hráčka odvezla trofej po finálovém vítězství nad 15letou Lindou Fruhvirtovou. Šedesátitisícovku pak ovládla na Macha Lake Open 2021 ve Starých Splavech, kde přehrála Kristínu Kučovou, Rusku Viktorii Kanovou, Slovinku Terezu Mrdežovou, Lindu Noskovou a v závěrečném utkání i Srbku Aleksandru Krunićovou.
Na okruhu WTA Tour debutovala červencovým Palermo Ladies Open 2021 poté, co prošla kvalifikačním sítem. Na úvod dvouhry poprvé vyřadila členku Top 100, druhou nasazenou Ljudmilu Samsonovovou ze šesté světové desítky, než její cestu soutěží ukončila Rumunka Jaqueline Cristianová. Do semifinále se premiérově probojovala na lednovém Melbourne Summer Set I 2022 až z kvalifikace. Po výhrách nad Věrou Zvonarevovou a Anou Konjuhovou, s níž otočila tiebreak ze stavu 1:5, ji před branami finále zastavila světová dvacítka Simona Halepová.
Debut v hlavní soutěži nejvyšší grandslamové kategorie zaznamenala v ženském singlu Australian Open 2022 po zvládnuté tříkolové kvalifikaci, v jejímž prvním kole porazila bývalou světovou devítku Coco Vandewegheovou. Jednalo se o její vůbec první kvalifikační grandslamovou soutěž. V melbournské dvouhře následně přehrála Bělorusku Aljaksandru Sasnovičovou po zvládnutí rozhodujícího supertiebreaku třetí sady. Ve druhém kole však nenašla recept na řeckou světovou osmičku Marii Sakkariovou. Do grandslamového osmifinále poprvé postoupila v 19 letech na French Open 2022 přes Marynu Zanevskou, světovou devatenáctku a bývalou šampionku Simonu Halepovou a čtyřicátou ženu pořadí Alizé Cornetovou. Poté však podlehla světové jedničce a pozdější vítězce Ize Świątekové, přestože s ní jako jediná v turnaji vyhrála set. Bodový zisk ji premiérově posunul do elitní světové padesátky žebříčku.

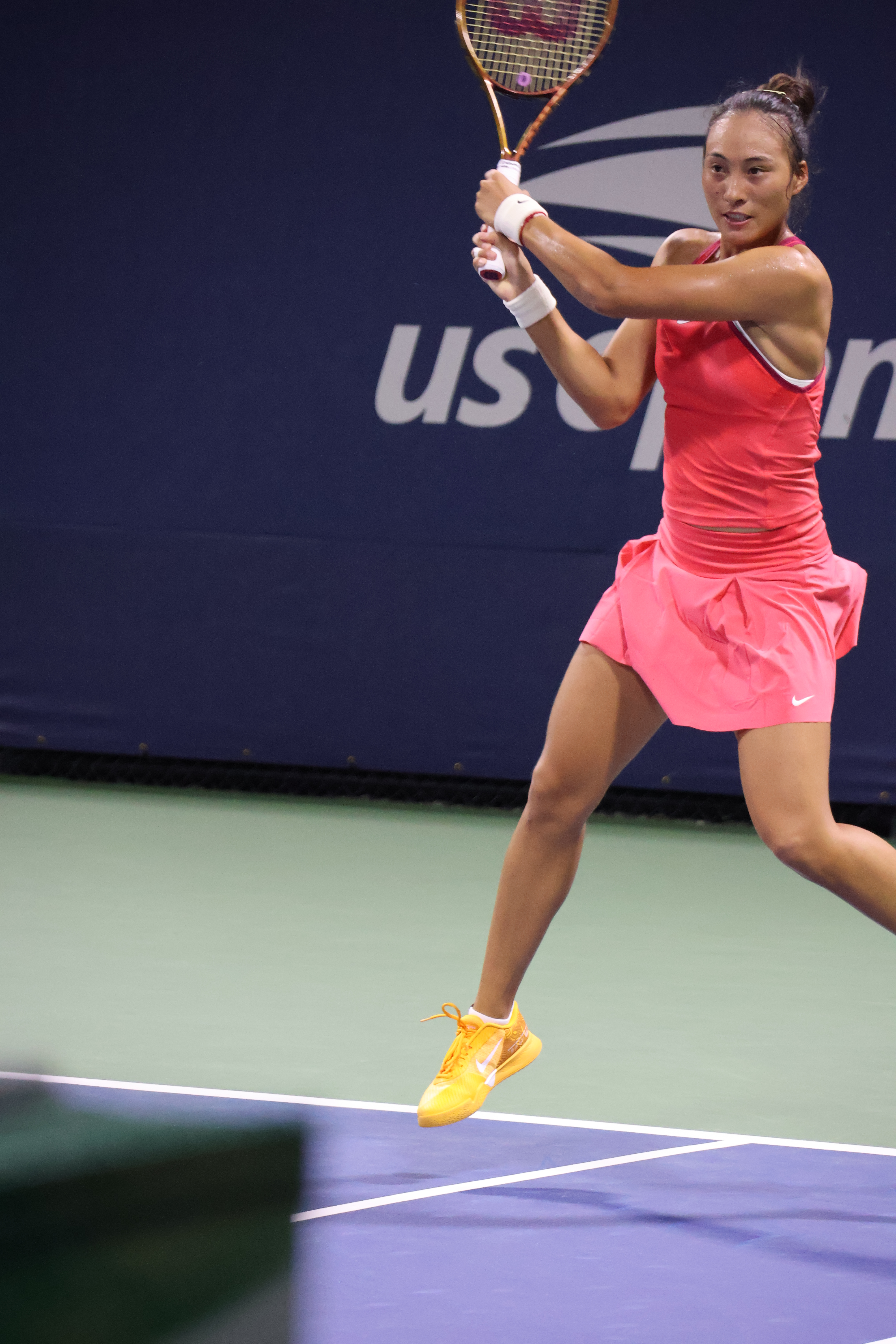
Na US Open 2023 si zahrála první grandslamové čtvrtfinále

První trofej na túře WTA vybojovala ve 20 letech na antukovém Palermo Ladies Open 2023 po finálové výhře nad Italkou Jasmine Paoliniovou. Stala se tak jedenáctou čínskou šampionkou dvouhry v historii WTA. Druhý titul přidala na říjnovém Zhengzhou Open 2023. Ve druhém kole vyřadila světovou šestku Marii Sakkariovou a ve finále otočila průběh s osmnáctou ženou klasifikace Barborou Krejčíkovou po ztrátě úvodní sady. Po Li Na a Čeng Saj-saj se stala třetí čínskou šampionkou v kategorii WTA 500, respektive Premier. Po ovládnutí Orchideové skupiny na závěrečném turnaji sezóny, WTA Elite Trophy 2023 v Ču-chaji, v níž přehrála Jeļenu Ostapenkovou a Donnu Vekićovou, zvládla i semifinále proti krajance Ču Lin. V souboji o titul podlehla brazilské světové devatenáctce Beatriz Haddad Maiové po ztrátě obou tiebreaků. V prvním z nich přitom nevyužila tři setboly. Délkou 2:51 hodiny se jednalo o nejdelší dvousetový zápas v roce 2023. V případě výhry by debutovala v první světové desítce. Po skončení se přesto posunula na nové kariérní maximum, 18. místo.

### 2024: První finále na grandslamu a olympijská vítězka
Na Australian Open se po Čeng Ťie, Li Na a Pcheng Šuaj stala čtvrtou Číňankou v semifinále grandslamu, po Li Na druhou ve finále grandslamu, a od postupu Sánchezové Vicariové do finále v roce 1995 druhou finalistkou Australian Open, která porazila šest nenasazených soupeřek. Do Melbourne Parku přicestovala jako světová patnáctka. V soutěži postupně vyřadila šest hráček z druhé poloviny elitní stovky žebříčku, Ashlyn Kruegerovou, Katie Boulterovou, krajanku Wang Ja-fan, Océane Dodinovou, Annu Kalinskou a v semifinále ukrajinskou kvalifikantku Dajanu Jastremskou. V úvodním kole a čtvrtfinále otočila průběh po ztrátě první sady. V souboji o titul uhrála jen pět gamů na obhajující světovou dvojku Arynu Sabalenkovou. Již postupem do finále si zajistila debutový průnik do světové desítky, jako druhá Číňanka po Li Na. Po skončení figurovala na 7. místě.
Jediný vyhraný zápas na trávě si připsala v prvním kole German Open proti Japonce Naomi Ósakaové, kterou porazila ve třech setech. Ve druhém kole ji porazila česká kvalifikantka Kateřina Siniaková. Z Wimbledonu byla překvapivě vyřazena už v prvním kole, když nad její síly byla Novozélanďanka Lulu Sunová, jíž patřila 123. příčka žebříčku a která před zápasem nevyhrála ani jedno utkání nad tenistkou z první světové stovky.

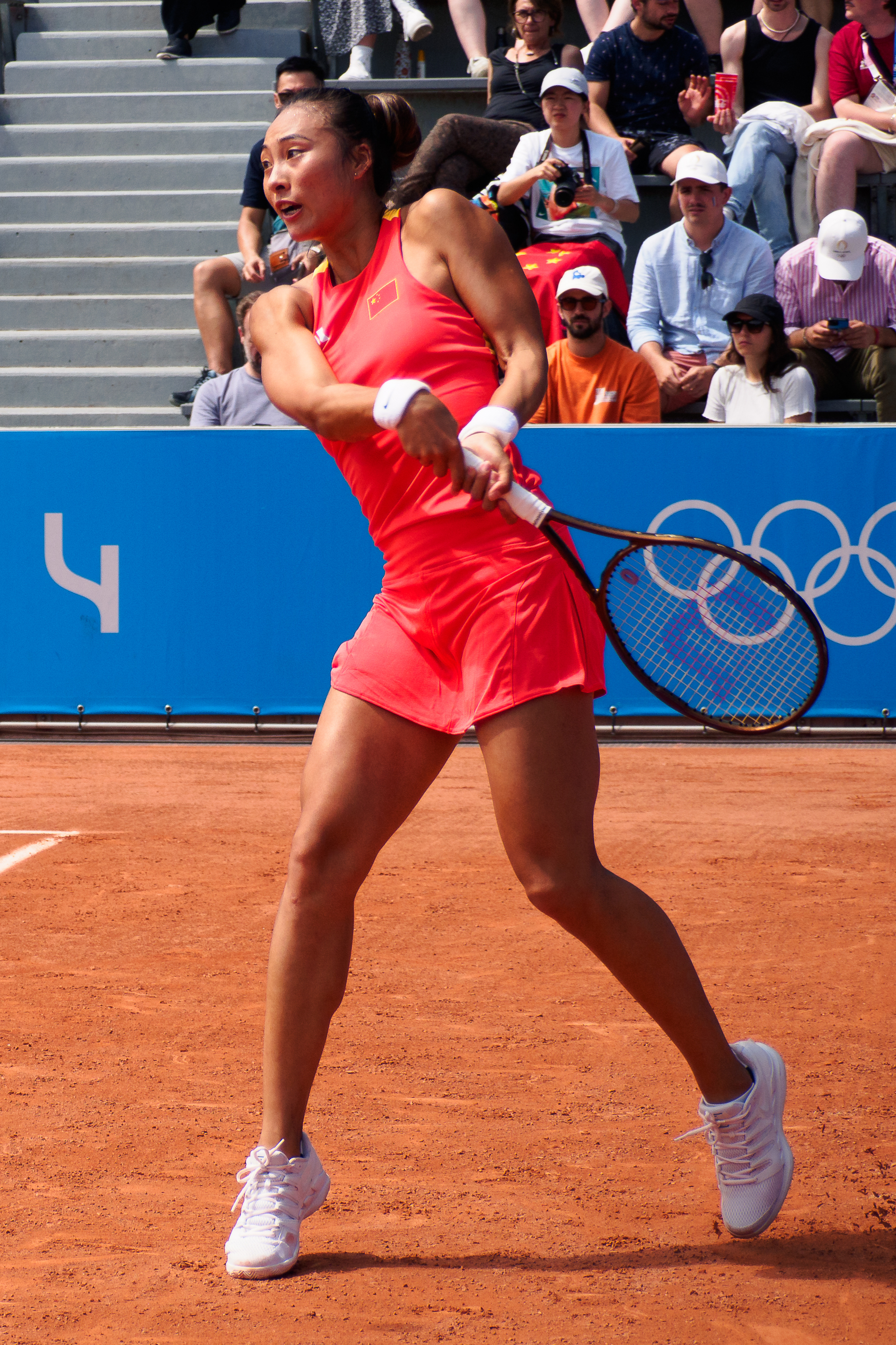
Na pařížské olympiádě 2024 se stala prvním asijským olympijským vítězem z tenisové dvouhry bez ohledu na pohlaví

První obhájený titul zaznamenala Palermo Ladies Open, kde v roli nasazená jedničky přehrála ve finále turnajovou dvojku Karolínu Muchovou ve třech setech. V Palermu ovládla dva ročníky v řadě jako první od hattricku Anabel Medinaové Garriguesové z let 2004–2006. Cestu pařížskou olympiádou zahájila výhru nad Italkou Erraniovou, které nepovolila ani jednu hru. Ve třetím kole otočila duel s Američankou Emmou Navarrovou, proti které odvrátila v závěru druhé sady mečbol. Další třísetovou bitvu zvládla v semifinále, kde ukončila po 3 hodinách a 12 minutách v tiebreaku třetí sady kariéru 36leté bývalé světové jedničce Angelique Kerberové, přestože v rozhodující sadě vedla Němka 4–1 na gamy. V semifinále zaskočila Polku Igu Świątekovou, čímž zaznamenala vůbec první vítězství nad úřadující světovou jedničkou. Zároveň ukončila 25zápasovou neporazitelnosti Polky na pařížské antuce. Po finálové výhře nad Chorvatkou Donnou Vekićovovou se stala první čínskou olympijskou vítězkou v tenisové dvouhře bez ohledu na pohlaví.
Dařilo se jí v podzimní části sezóny na asijských turnajích. V Pekingu postoupila po výhře nad 17letou Mirrou Andrejevovou do prvního semifinále v kategorii WTA 1000, když na pátý pokus zvládla čtvrtfinálové utkání na turnajích této kategorie. V něm jí červencovou porážku oplatila Karolína Muchová. Ještě lépe si vedla na navazujícím Wuhan Open, kde došla do finále. Ve čtvrtfinále porazila světovou šestku Jasmine Paoliniovou a semifinále přehrála krajanku Wang Sin-jü,  čímž se stala první čínskou finalistkou ve Wu-chanu. Ve finále nestačila ani na čtvrtý pokus na světovou dvojku Arynu Sabalenkovou, přestože proti ní poprvé v kariéře uhrála set. Pátý kariérní titul a třetí v probíhající sezóně získala v tokijském Toray Pan Pacific Open, kde jí jediný set v soutěži odebrala ve čtvrtfinále Leylah Fernandezová. Ve finále pak zdolala finále zdolala Američanku Sofii Keninovou.
16. října si oficiálně poprvé kvalifikovala na závěrečný Turnaj mistryň. Turnaj otevřela porážkou se Sabalenkovou, po třísetové výhře nad Rybakinovou a vítězném utkání s Paolinovou, které představovalo přímá souboj o postup, postoupila do semifinále, a to jako nejmladší debutantka od Muguruzaové v roce 2015. V semifinále přehrála vítězku druhé skupiny Barboru Krejčíkovou a jako druhá čínská hráčka a první od Li Na v roce 2013 postoupila na této závěrečné akci roku do boje i titul. V něm byla nad její síly Američanka Coco Gauffová, když o vítězce rozhodl po více než třech hodinách až tiebreak třetího setu. Číňanka přitom za stavu gamů 5–4 podával na vítězství, ale hru ztratila. Bodový zisk jí zajistil ukončení sezóny na kariérním maximu v podobě 5. místa.

## Finále na Grand Slamu

### Ženská dvouhra: 1 (0–1)
| Stav       | rok  | turnaj          | povrch | soupeřka ve finále | výsledek |
| ---------- | ---- | --------------- | ------ | ------------------ | -------- |
| Finalistka | 2024 | Australian Open | tvrdý  | Aryna Sabalenková  | 3–6, 2–6 |

## Finále Turnaje mistryň

### Dvouhra: 1 (0–1)
| Stav       | rok  | turnaj                            | povrch    | soupeřka ve finále | výsledek           |
| ---------- | ---- | --------------------------------- | --------- | ------------------ | ------------------ |
| Finalistka | 2024 | WTA Finals, Rijád, Saúdská Arábie | tvrdý (h) | Coco Gauffová      | 6–3, 4–6, 6–7(2–7) |

## Utkání o olympijské medaile

### Ženská dvouhra: 1 (1 zlato)
| Stav  | rok  | místo konání   | povrch | soupeřka ve finále | výsledek |
| ----- | ---- | -------------- | ------ | ------------------ | -------- |
| Zlato | 2024 | Paříž, Francie | antuka | Donna Vekićová     | 6–2, 6–3 |

## Finále na okruhu WTA Tour

### Dvouhra: 10 (5–5)
| Legenda              |
| -------------------- |
| Grand Slam (0–1)     |
| Olympijské hry (1–0) |
| Turnaj mistryň (0–1) |
| Elite Trophy (0–1)   |
| WTA 1000 (0–1)       |
| WTA 500 (2–1)        |
| WTA 250 (2–0)        |

| Stav       | č. | datum             | turnaj                                | kategorie      | povrch    | soupeřka ve finále    | výsledek             |
| ---------- | -- | ----------------- | ------------------------------------- | -------------- | --------- | --------------------- | -------------------- |
| Finalistka | 1. | 25. září 2022     | Tokio, Japonsko                       | WTA 500        | tvrdý     | Ljudmila Samsonovová  | 5–7, 5–7             |
| Vítězka    | 1. | 23. července 2023 | Palermo, Itálie                       | WTA 250        | antuka    | Jasmine Paoliniová    | 6–4, 1–6, 6–1        |
| Vítězka    | 2. | 15. října 2023    | Čeng-čou, Čína                        | WTA 500        | antuka    | Barbora Krejčíková    | 2–6, 6–2, 6–4        |
| Finalistka | 2. | 29. října 2023    | Ču-chaj, Čína                         | Elite Trophy   | tvrdý     | Beatriz Haddad Maiová | 6–7(11–13), 6–7(4–7) |
| Finalistka | 3. | 27. ledna 2024    | Australian Open, Melbourne, Austrálie | Grand Slam     | tvrdý     | Aryna Sabalenková     | 3–6, 2–6             |
| Vítězka    | 3. | 21. července 2024 | Palermo, Itálie (2)                   | WTA 250        | antuka    | Karolína Muchová      | 6–4, 4–6, 6–2        |
| Vítězka    | 4. | 3. srpna 2024     | Paříž, Francie                        | Olympijské hry | antuka    | Donna Vekićová        | 6–2, 6–3             |
| Finalistka | 4. | 13. října 2024    | Wu-chan, Čína                         | WTA 1000       | tvrdý     | Aryna Sabalenková     | 3–6, 7–5, 3–6        |
| Vítězka    | 5. | 27. října 2024    | Tokio, Japonsko                       | WTA 500        | tvrdý     | Sofia Keninová        | 7–6(7–5), 6–3        |
| Finalistka | 5. | 9. listopadu 2024 | Rijád, Saúdská Arábie                 | Turnaj mistryň | tvrdý (h) | Coco Gauffová         | 6–3, 4–6, 6–7(2–7)   |

## Finále série WTA 125

### Dvouhra: 1 (1–0)
| Legenda       |
| ------------- |
| WTA 125 (1–0) |

| Stav    | č. | datum       | turnaj              | povrch | soupeřka ve finále | výsledek      |
| ------- | -- | ----------- | ------------------- | ------ | ------------------ | ------------- |
| Vítězka | 1. | červen 2022 | Valencie, Španělsko | antuka | Wang Sin-jü        | 6–4, 4–6, 6–3 |

## Tituly na okruhu ITF
| Kategorie okruhu ITF | Kategorie okruhu ITF |
| -------------------- | -------------------- |
| Turnaje W100         | Turnaje W80          |
| Turnaje W75/W60      | Turnaje W50/W40      |
| Turnaje W35/W25      | Turnaje W15/W10      |

### Dvouhra (8 titulů)
| Č. | datum         | turnaj                 | kategorie | povrch    | poražená finalistka  | výsledek           |
| -- | ------------- | ---------------------- | --------- | --------- | -------------------- | ------------------ |
| 1. | srpen 2020    | Cordenons, Itálie      | W15       | antuka    | Mira Antonitschová   | 6–1, 6–0           |
| 2. | srpen 2020    | Marbella, Španělsko    | W25       | antuka    | Alina Čarajevová     | 4–6, 6–4, 6–4      |
| 3. | září 2020     | Frýdek-Místek, Česko   | W25       | antuka    | Gabriela Talabăová   | 3–6, 6–4, 6–0      |
| 4. | prosinec 2020 | Selva Gardena, Itálie  | W25       | tvrdý (h) | Lea Boškovićová      | 6–7(0–7), 6–0, 6–3 |
| 5. | leden 2021    | Hamburk, Německo       | W25       | tvrdý (h) | Linda Fruhvirtová    | 6–2, 6–3           |
| 6. | červen 2021   | Staré Splavy, Česko    | W60       | antuka    | Aleksandra Krunićová | 7–6(7–5), 6–3      |
| 7. | listopad 2021 | Funchal, Portugalsko   | W25       | tvrdý     | Martina Trevisanová  | 6–3, 7–5           |
| 8. | leden 2022    | Orlando, Spojené státy | W60       | tvrdý     | Christina McHaleová  | 6–0, 6–1           |

## Chronologie výsledků na Grand Slamu

### Dvouhra
| Turnaj          | 2022    | 2023    | 2024    | 2025    | SR     | V–P   |
| --------------- | ------- | ------- | ------- | ------- | ------ | ----- |
| Australian Open | 2. kolo | 2. kolo | F       | 2. kolo | 0 / 4  | 9–4   |
| French Open     | 4. kolo | 2. kolo | 3. kolo | ČF      | 0 / 4  | 10–4  |
| Wimbledon       | 3. kolo | 1. kolo | 1. kolo | 1. kolo | 0 / 4  | 2–4   |
| US Open         | 3. kolo | ČF      | ČF      |         | 0 / 3  | 10–3  |
| výhry–prohry    | 8–4     | 6–4     | 12–4    | 5–3     | 0 / 15 | 31–15 |

| Legenda | Legenda                                   | Legenda | Legenda                     |
| ------- | ----------------------------------------- | ------- | --------------------------- |
| SR      | poměr vyhraných turnajů ku všem odehraným | W–L V–P | výhry–prohry                |
| NH      | daný rok se turnaj nekonal                | A       | turnaje se hráč nezúčastnil |
| 1Q / LQ | prohra v (kole) kvalifikace               | 1k / 1R | prohra v daném kole turnaje |
| QF / ČF | prohra ve čtvrtfinále                     | SF      | prohra v semifinále         |
| F       | prohra ve finále                          | Vítěz   | vítězství v turnaji         |